# Illes i llacs recursius

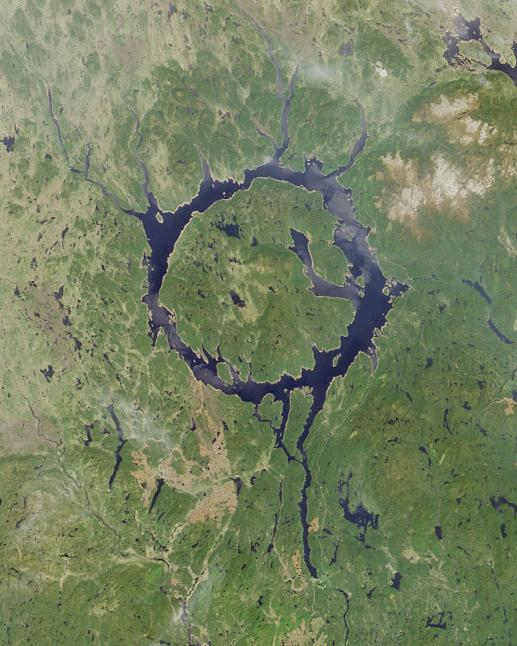
L'illa René-Levasseur al Llac Manicouagan, Quebec, Canadà

Una illa recursiva és una illa que es troba dins d'un llac. Un llac recursiu és un llac que es troba dins una illa.

## Illes recursives

### Illes en llacs

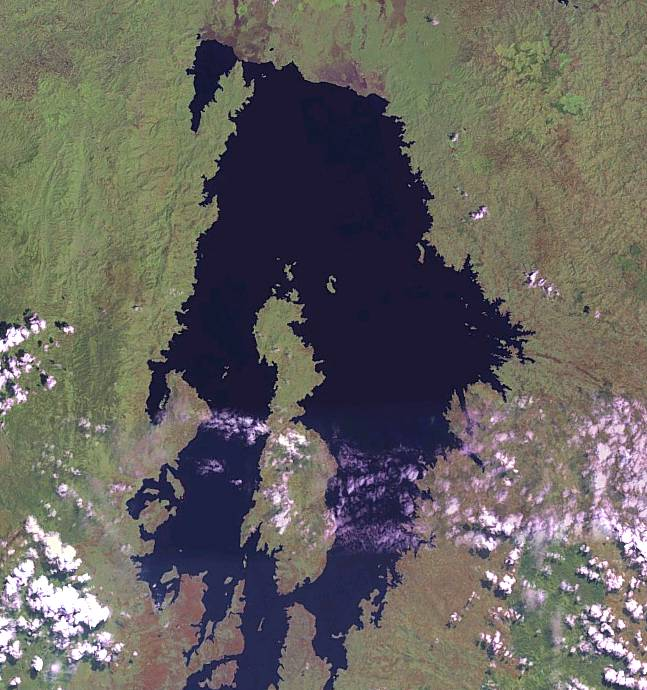
Idjwi, en la regió central-sud del Llac Kivu.

| Illa                | En el llac             | País                | Àrea (km²) |
| ------------------- | ---------------------- | ------------------- | ---------- |
| Illa Manitoulin     | Llac Michigan–Huron    | Canadà              | 2.766      |
| Illa René-Levasseur | Llac Manicouagan       | Canadà              | 2.020      |
| Soisalo             | diversos               | Finlàndia           | 1.638      |
| Sääminginsalo       | Saimaa                 | Finlàndia           | 1.090      |
| Illa Olkhon         | Llac Baikal            | Rússia              | 730        |
| Illa Royale         | Llac Superior          | Estats Units        | 535        |
| Illa Ukerewe        | Llac Victòria          | Tanzània            | 530        |
| Illa St. Joseph     | Llac Michigan–Huron    | Canadà              | 365        |
| Illa Drummond       | Llac Michigan–Huron    | Canadà              | 347        |
| Illa Idjwi          | Llac Kivu              | República del Congo | 340        |
| Kotasaari           | Kallavesi              | Finlàndia           | 285        |
| Illa Gran           | Gran Llac dels Esclaus | Canadà              | ~200       |
| Illa Ometepe        | Llac de Nicaragua      | Nicaragua           | 276        |
| Illa Zapatera       | Llac de Nicaragua      | Nicaragua           | 54         |
| Illa Mercer         | Llac Washington        | Estats Units        | 33         |
| Illa del mag        | Llac del Cràter        | Estats Units        | 1,3        |
| Illa de l'ànec      | Llac verd              | Estats Units        | ?          |
| (sense nom)         | Orba Co                | Xina                | ?          |
| Illa Silcox         | Llac Americà           | Estats Units        | ?          |

### Illes en llacs en illes

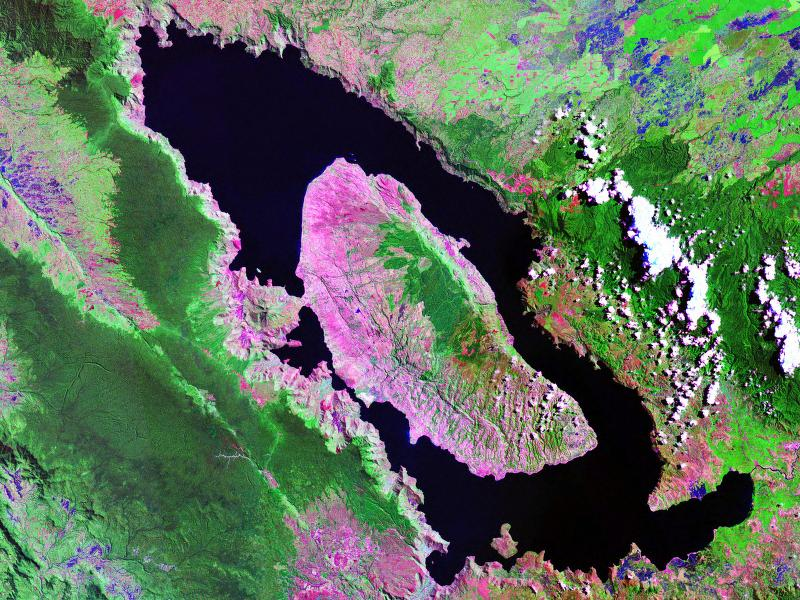
Samosir es troba al mig del Llac Toba.

| Nom               | En el llac         | A l'illa         | País                 | Àrea (km²) |  |
| ----------------- | ------------------ | ---------------- | -------------------- | ---------- |  |
| Samosir           | Llac Toba          | Sumatra          | Indonèsia            | 630        |  |
| Glover Island     | Grand Lake         | Newfoundland     | Canadà               | 178        |  |
| Volcano Island    | Lake Taal          | Luzon            | Filipines            | 26         |  |
| Illa Cabritos     | Llac Enriquet      | Espanyola        | República Dominicana | 16         |  |
| Illa Loeha        | Llac Towuti        | Sulawesi         | Indonèsia            | 12,5       |  |
| Nakajima          | Llac Kussharo      | Hokkaido         | Japó                 | 5,8        |  |
| Nakajima          | Llac Tōya          | Hokkaido         | Japó                 | 4,8        |  |
| Illa de Pomona    | Llac de Manapouri  | Illa Sud         | Nova Zelanda         | 2,6        |  |
| Illa Pigeon       | Llac Wakatipu      | Illa Sud         | Nova Zelanda         | 1,7        |  |
| Okishima          | Llac Biwa          | Honshu           | Japó                 | 1,5        |  |
| Illa Mokoia       | Llac Rotorua       | Illa Nord        | Nova Zelanda         | 1,3        |  |
| Mou Waho          | Llac Wanaka        | Illa Sud         | Nova Zelanda         | 1,2        |  |
| Illa Lalu         | Llac Sol Lluna     | Nantou           | Taiwan               | 0,88       |  |
| Takeshima         | Llac Biwa          | Honshu           | Japó                 | 0,6        |  |
| Illa Derrywarragh | Lough Neagh        | Irlanda          | Regne Unit           | 0,56       |  |
| Illa de Gatter    | Llac de Hazen      | Illa d'Ellesmere | Canadà               | 0,2        |  |
| Belle Isle        | Windermere         | Gran Bretanya    | Regne Unit           | 0,17       |  |
| Illa Chikubu      | Llac Biwa          | Honshu           | Japó                 | 0,14       |  |
| Storgrynnan       | Vandöfjärden       | Fasta Åland      | Finlàndia            | 0,12       |  |
| Illa Motutaiko    | Llac Taupō         | Illa Nord        | Nova Zelanda         | 0,1        |  |
| Illa Goodin       | Llac Campbell      | Illa Fidalgo     | Estats Units         | 0,09       |  |
| Okinajima         | Llac Inawashiro    | Honshu           | Japó                 | 0,07       |  |
| Illa Motmot       | Llac Wisdom        | Illa Llarga      | Papua Nova Guinea    | 0,04       |  |
| (sense nom)       | Senanayaka Samudra | Sri Lanka        | Sri Lanka            | 0,02       |  |
| Sveta Marija      | Veliko Jezero      | Mljet            | Croàcia              | 0,017      |  |
| Illa Yufei        | Llac Wuingcao      | Hsinchu          | Taiwan               | 0,0043     |  |
| (sense nom)       | Llac Oest          | Illa Brownsea    | Regne Unit           | 0,0008     |  |
| (sense nom)       | (sense nom)        | Illa Cat Ba      | Vietnam              | 0,0005     |  |
| Illa Rahui        | Llac Waikareiti    | Illa Nord        | Nova Zelanda         | ?          |  |
| (sense nom)       | Llac Kasegalik     | Illa Flaherty    | Canadà               | ?          |  |
| (sense nom)       | Blöndulón          | Islàndia         | Islàndia             | ?          |  |

### Illes en llacs en illes en llacs
| Rang | Nom             | En el llac     | A l'illa           | Al llac                  | Estat        | mida (km²) | coordenades                                              |
| ---- | --------------- | -------------- | ------------------ | ------------------------ | ------------ | ---------- | -------------------------------------------------------- |
| 1    | Treasure Island | Llac Mindemoya | Manitoulin Island  | Llac Michigan–Huron      | Canadà       | 0.44       | 45° 45′ 50″ N, 82° 10′ 41″ O / 45.76389°N,82.17806°O     |
|      | Illa Kakawaie   | Llac Kagawong  | Illa de Manitoulin | Llac Michigan–Huron      | Canadà       |            | 48° 00′ 05″ N, 088° 47′ 50″ O / 48.00139°N,88.79722°O    |
|      | Ryan Island     | Llac Siskiwit  | Isle Royale        | Llac Superior            | Estats Units |            | 48° 00′ 36″ N, 88° 46′ 15″ O / 48.0098831°N,88.7709104°O |
|      | Illa sense nom  | Segon llac     | Illa de Drummond   | Llac Michigan–Huron      | Estats Units |            |                                                          |
|      | Small Islands   | Mackaysee Lake | Chambers Island    | Green Bay, Lake Michigan | Estats Units |            |                                                          |

### Illes en llacs en illes en llacs en illes
Existeixen 3 illes en llacs en illes en llacs en illes.
| Rang | Nom         | En el llac    | A l'illa       | En el llac      | A l'illa        | País   | Àrea (km²) | Coordenades                                              | Comentari                                                                           |
| ---- | ----------- | ------------- | -------------- | --------------- | --------------- | ------ | ---------- | -------------------------------------------------------- | ----------------------------------------------------------------------------------- |
| 1    | Petit illot | Not specified | Not specified  | Llac Nettilling | Baffin Island   | Canadà | 0.04       | 66° 41′ 14″ N, 70° 28′ 48″ O / 66.687361°N,70.479923°O   | Hi ha més illes en llacs en l'illa de 'nivell 2' en el llac Nettling.               |
| 2    | Petit illot | Not specified | Not specified  | Not specified   | Victoria Island | Canada | 0.016      | 69° 47′ 32″ N, 108° 14′ 26″ O / 69.792259°N,108.240536°O | El de vegades citat Inception Island no és un nom oficial                           |
| 3    | Petit illot | Not specified | Illa de Glover | Grand Lake      | Terranova       | Canada | 0.01       | 48° 47′ 49″ N, 57° 39′ 28″ O / 48.796848°N,57.65785°O    | Hi ha diversos (set, pel cap baix) altres, fins i tot més petits, illots en el llac |

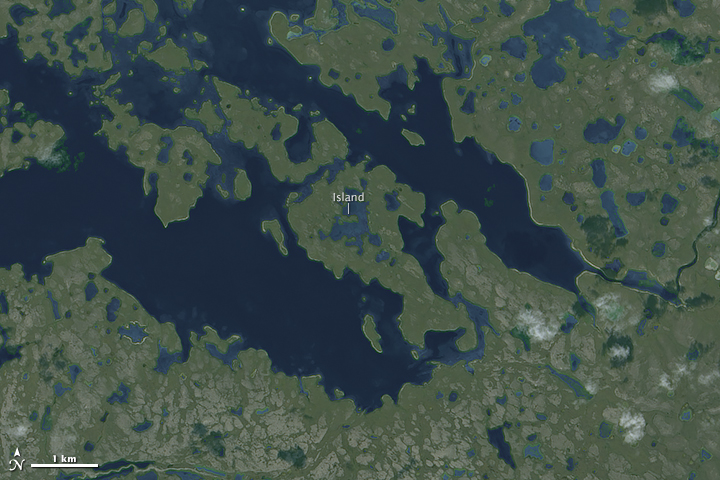
Illot sense nom en l'Illa Victòria al territori de Nunavut al Canadà.

Fins al 2020, Vulcan Point era una illa que existia al Llac Main Crater a l'Illa Volcano al Llac Taal a Luzon a les Filipines. El llac Main Crater es va evaporar durant l'erupció del Volcà Taal de 2020.

## Llacs recursius

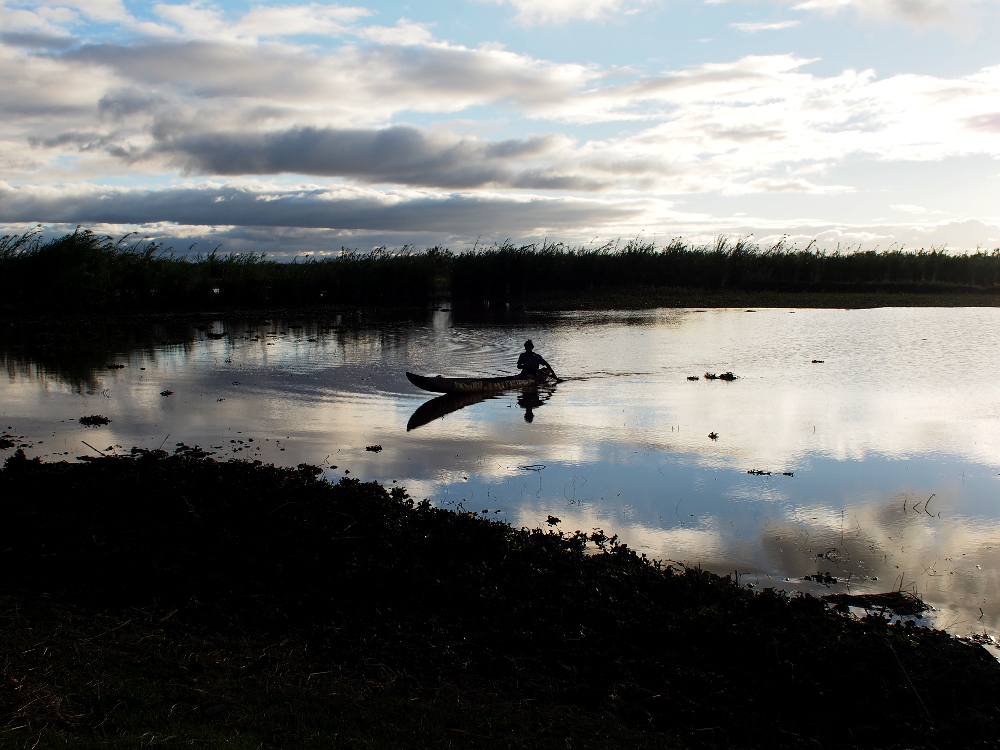
Regió del Llac d'Alaotra, Madagascar

### Llacs en illes

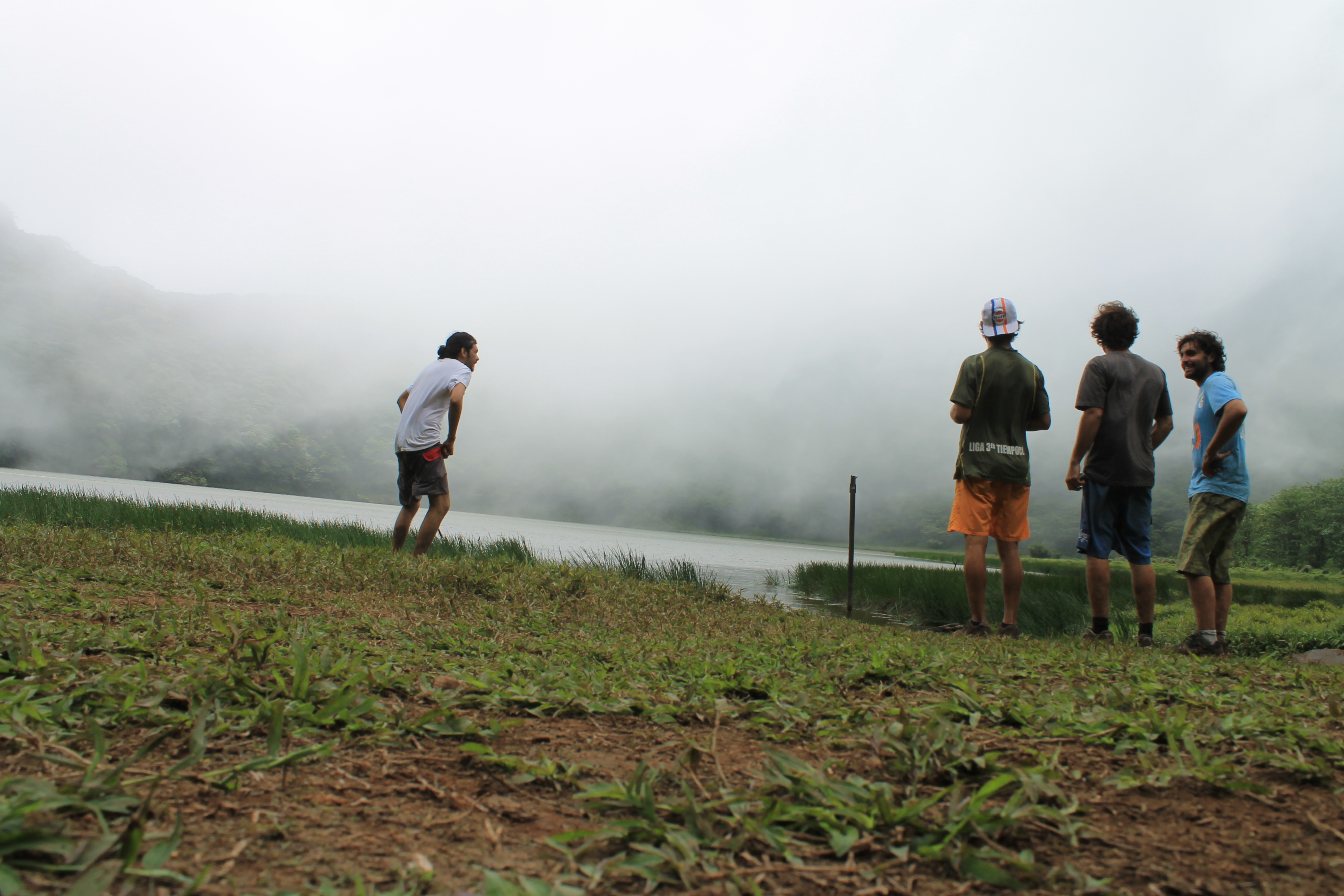
Turistes a la llacuna del Volcà Maderas a l'illa de Ometepe, al Llac de Nicaragua

| Rang | Nom             | A l'illa      | País       | Àrea (km²) |
| ---- | --------------- | ------------- | ---------- | ---------- |
| 1    | Llac Nettilling | Baffin Island | Canadà     | 5,542      |
|      | Llac Alaotra    | Madagascar    | Madagascar | 900        |

### Llacs en illes en llacs
| Rang | Nom                       | A l'illa          | Al llac               | País          | Àrea (km²) | Coordenades                                              |
| ---- | ------------------------- | ----------------- | --------------------- | ------------- | ---------- | -------------------------------------------------------- |
| 1    | Llac Manitou              | Manitoulin Island | Llac Michigan–Huron   | Canadà        | 106        |                                                          |
|      | Shara-Nur                 | Illa d'Olkhon     | Llac Baikal           | Rússia        |            |                                                          |
|      | Llac de Siskiwit          | Illa Royale       | Llac Superior         | Estats Units  | 16.8       | 48° 00′ 05″ N, 088° 47′ 50″ O / 48.00139°N,88.79722°O    |
|      | Lake Desor                | Illa Royale       | Llac Superior         | Estats Units  |            | 47° 58′ 37″ N, 88° 59′ 13″ O / 47.976825°N,88.986997°O   |
|      | Lake Richie               | Illa Royale       | Llac Superior         | Estats Units  |            | 48° 02′ 38″ N, 88° 41′ 43″ O / 48.0438067°N,88.6953596°O |
|      | Llac Mindemoya            | Manitoulin Island | Llac Michigan–Huron   | Canadà        |            | 45° 45′ 43″ N, 82° 12′ 32″ O / 45.762°N,82.209°O         |
|      | Llac Kagawong             | Manitoulin Island | Lake Michigan–Huron   | Canadà        |            |                                                          |
|      | Llac Windigo              | Star Island       | Cass Lake (Minnesota) | United States | 0.8        | 47° 25′ 07″ N, 94° 34′ 13″ O / 47.418611°N,94.570278°O   |
|      | fox lagoon                | Pelee island      | Llac Erie             | Canadà        |            |                                                          |
|      | Laguna del Volcan Maderas | Ometepe           | Llac de Nicaragua     | Nicaragua     |            |                                                          |
|      | Laguna de Zapatera        | Zapatera          | Llac de Nicaragua     | Nicaragua     |            |                                                          |
|      | Antoniyevskoye Lake       | Valaam            | Llac Làdoga           | Rússia        |            |                                                          |

### Llacs en illes en llacs en illes
| Rang | Nom       | A l'illa      | Al llac         | A l'illa      | País   | Àrea (km²) | Coordenades                                            |
| ---- | --------- | ------------- | --------------- | ------------- | ------ | ---------- | ------------------------------------------------------ |
| 1    | Sense nom | Sense nom     | Llac Nettilling | Baffin Island | Canadà | 1.55       | 66° 23′ 15″ N, 69° 38′ 41″ O / 66.387392°N,69.644737°O |
| 2    | Sense nom | Glover Island | Grand Lake      | Newfoundland  | Canadà | 1.40       | 48° 48′ 09″ N, 57° 39′ 41″ O / 48.802486°N,57.661476°O |

## Falses illes i llacs recursius
Es deia que existia l'illa de Moose Boulder en el llac estacionari de Moose Flats a l'illa Ryan en el Llac Siskiwit a l'illa Royale del Llac Superior als Estats Units d'Amèrica, que seria una illa de quart ordre. Al 2020, es va demostrar que no existia.